# Sigbritt Karlsson
Sigbritt Karlsson, född 31 januari 1958 i Stockholm, död 28 oktober 2023 i Stockholm, var en svensk ingenjör, professor och akademisk ledare. Hon var rektor för Högskolan i Skövde (2010–2016) och Kungliga Tekniska Högskolan (2016–2022).
Karlsson var civilingenjör i kemiteknik med inriktning bioteknik (examen 1982). Hon utbildade sig vid KTH och disputerade 1988 på en avhandling om biologisk nedbrytning av naturliga och syntetiska polymerer och blev professor i polymerteknik d.v.s. i polymerteknologi vid lärosätet 1999. Hennes forskningsområde var polymera material och deras tekniska miljöinteraktion. Forskningsområdet var cirkulära och hållbara material, biokompositer, långtidsegenskaper och nedbrytning av polymera material såväl biologisk som abiotisk inklusive effekter av bakterier och svamp på polymera ytor, emissioner av nedbrytningsprodukter från plast och biokompositer, polymeranalys, återvinning av polymera material samt miljörelaterade frågor rörande polymerer och polymera kompositer.
1 juli 2010 tillträdde Sigbritt Karlsson som rektor för Högskolan i Skövde på ett förordnande om sex år. Därefter återvände hon till KTH den 12 november 2016 då hon utsågs till rektor för lärosätet.
Vid KTH drev hon bland annat fram en genomgripande omorganisation av KTH med en verksamhet som byggde på fyra pelare; jämställdhet, hållbar utveckling, digitalisering och internationalisering. Fokus under rektorsperioden var på utmärkt utbildning med de tre ledorden kvalitet, kultur och infrastruktur samt synlighet för utbildning, forskning och samverkan.
Karlsson har också i flera sammanhang debatterat frågor som rör akademin, till exempel forskningens frihet och ansvar, framtidens kompetensförsörjning med mera.